# Piotr Jaroszewicz
Piotr Jaroszewicz, född 8 oktober 1909 i Njasvizj, Kejsardömet Ryssland (numera Vitryssland), död 1 september 1992 i Warszawa, var en polsk general och premiärminister.

## Biografi
Efter avslutad gymnasieskola i Jasło började Jaroszewicz arbeta som lärare och rektor i Garwolin. Efter utbrottet av andra världskriget och Molotov–Ribbentrop-pakten flyttade han till den sovjetkontrollerade zonen i Polen. I juli 1940 deporterades han till Slobodka i Archangelsk oblast tillsammans med sin första hustru Oksana Gregorevna (1914–1952) och dottern Olila (född 1940).
År 1943 anslöt han sig till den polska armén under general Zygmunt Berling. Året därpå gick han med i det Polska arbetarpartiet och blev befordrad till biträdande politisk befälhavare för första armén.
Efter en militär karriär blev han 1948 medlem av centralkommittén och 1971 av politbyrån i Polska förenade arbetarpartiet. Efter krigsslutet blev han biträdande försvarsminister (1945–1950), och från 1956 var han polsk ambassadör inom Comecon. Samtidigt tjänstgjorde han som vice premiärminister i Polen mellan 1952 och 1970 och var minister för gruvindustrin 1954–1956. Hans hustru avled 1952, och senare under 1950-talet gifte han om sig med journalisten Alicja Solska (1925–1992).
Från 23 december 1970 till 18 februari 1980 var han premiärminister. Efter att ha misslyckats med att undertrycka Solidaritets-rörelsen avgick han 1980 från alla politiska uppdrag och uteslöts ur partiet påföljande år.
Piotr Jaroszewicz och hans fru Alicja Solska mördades den 1 september 1992 under mystiska omständigheter i sitt hus i Anin i närheten av Warszawa.

## Utmärkelser
- Oktoberrevolutionsorden,  1974[2]
- Förtjänstmedalj för landets försvar
- Jubileumsmedalj ”30-årsdagen för segern i det Stora Fäderneslandkriget 1941-1945”
- Storkors av Hederslegionen
- Kommendör av Polonia Restituta
- Medalj för polska staten 1000 år
- Tredje graden av  Grunwaldskorsets orden
- Röda stjärnans orden
- Medalj för 10-årsjubileet av folkets Polen
- Vita lejonets orden
- Georgi Dimitrov-orden
- Iranska Kronorden
- Majorden
- José Martí-orden
- Finlands Vita Ros orden
- Henrik Sjöfararens orden
- Leopoldorden
- Stara Planina-orden
- Jubileumsmedalj ”För firandet av 100-årsdagen av Vladimir Lenins födelse”
- Jubileumsmedalj ”20-årsdagen för segern i det Stora Fäderneslandkriget 1941-1945”
- Arbetets baners order, första graden
- Medalj "för Oder, Neisse  och Östersjön"
- Hedersmärke "Förtjänst mot Warszawa"
- Guldmedaljen av Orden för nationellt försvar
- Orden Byggare av Folkets Polen
- Folkens vänskapsorden
- Medalj ”För segern över Tyskland i det Stora Fäderneslandskriget 1941-1945”
- Storkedja av Henrik Sjöfararens orden[3]
- Medalj "för Warszawa 1939–1945"
- Odznaka Grunwaldzka
- Silverkors av Virtuti Militari
- Storkors av Polonia Restituta
- Medalj för försvar av Berlin
- Medalj för 30-årsjubileet av folkets Polen
- Medaljen för seger och frihet 1945
- Andra graden av Grunwaldskorsets orden
- Jubileumsmedalj "25-årsdagen av segern i stora patriotiska kriget"

[Redigera Wikidata]